# Halimione portulacoides
Halimione portulacoides — вид квіткових рослин родини амарантові (Amaranthaceae).

## Опис
Вічнозелена, багаторічна, сильно гілляста рослина, висотою 20–50(80) сантиметрів. Сірі й деревні біля основи стебла ростуть сланкі або піднімаються. Листки супротивно розташовані на стеблі, лінійно-ланцетні, сірувато-зелені, довжиною до 7 сантиметрів. Квіти двостатеві, від зелених до зеленувато-жовтих і знаходяться в кластерах. Чоловічі квітки розкидані по всьому суцвітті. Плоди сидячі. Плід — сім'янка, повністю обгорнута двома приквітками. У помірних північних країнах квітне з липня по вересень.

## Середовище проживання
Батьківщина: Африка: Алжир; Єгипет; Лівія; Марокко; Туніс; Намібія; ПАР. Західна Азія: Кіпр; Єгипет — Синай; Ізраїль; Йорданія; Ліван; Сирія; Туреччина. Європа: Бельгія; Німеччина; Нідерланди; Ірландія; Об'єднане Королівство; Албанія; Болгарія; Хорватія; Греція; Італія; Румунія; Словенія; Франція; Португалія; Іспанія. Розрахункове поширення включає Крим (Україна). Натуралізований: Данія. Галофіл, знаходиться на солончаках, морських узбережжях, лагунах, дюнах, як правило, затоплених під час припливу.

## Використання
Їстівне листя можна вживати в їжу сирим у салатах або приготованим як овоч. Листя товсте і соковите, з хрусткою текстурою і природною солоністю.
Є складовою традиційної кухні на острові Сардинія, де має побутову назву obione або ziba. Зокрема, входить у страву sa merca (відварена кефаль, загорнута у зв'язку Halimione portulacoides і залишена на добу для сухого настоювання).

## Галерея

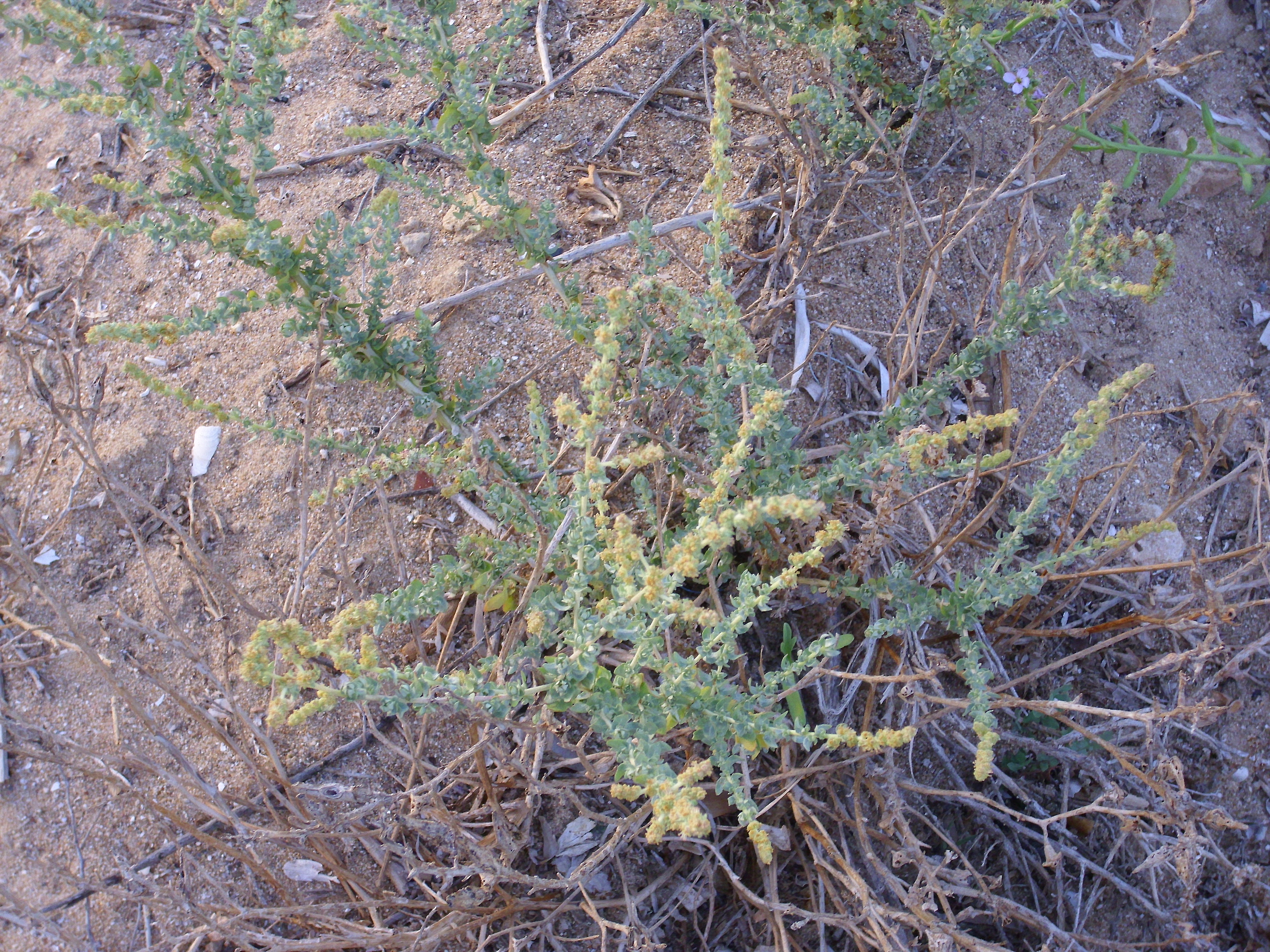
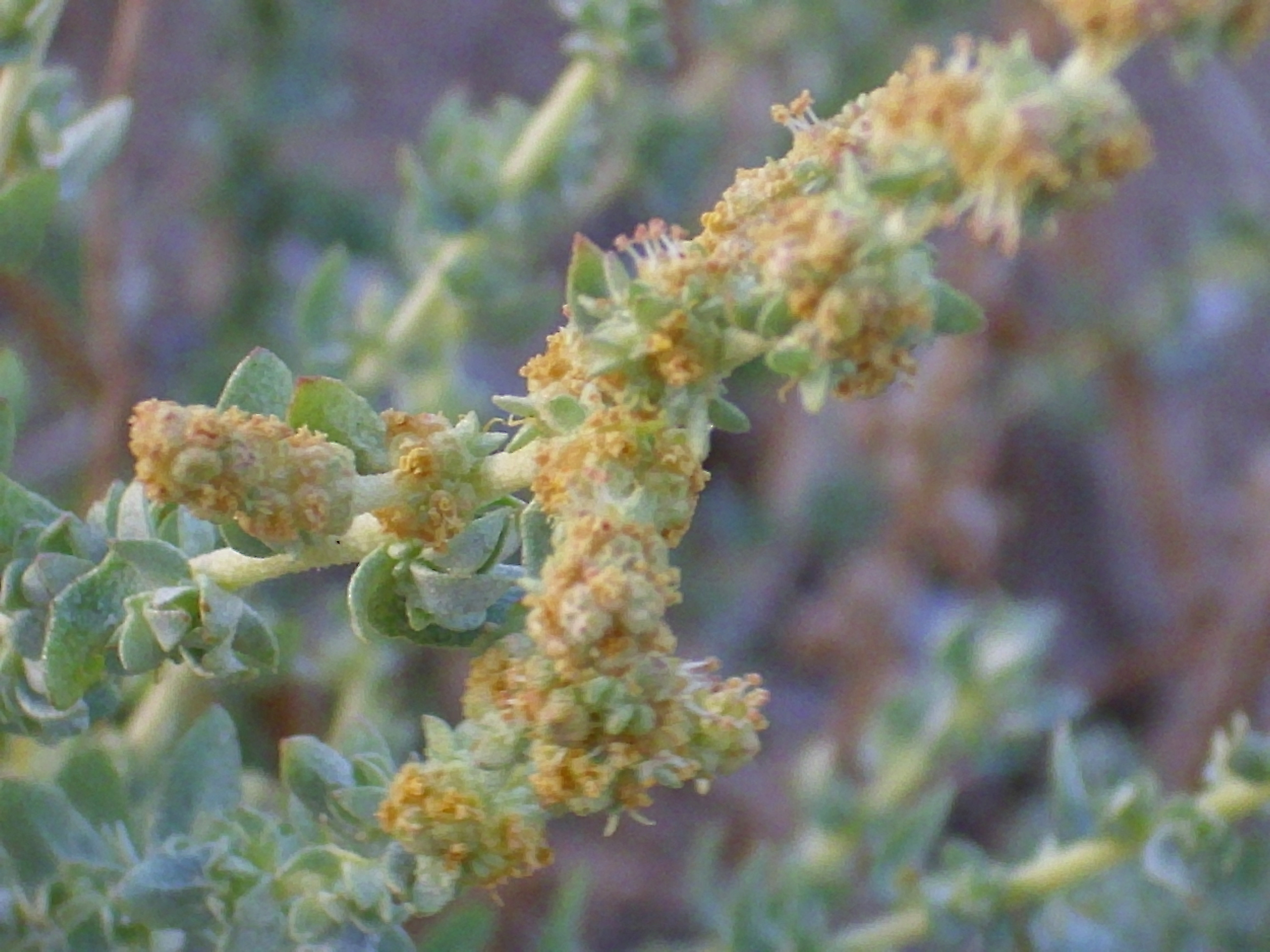
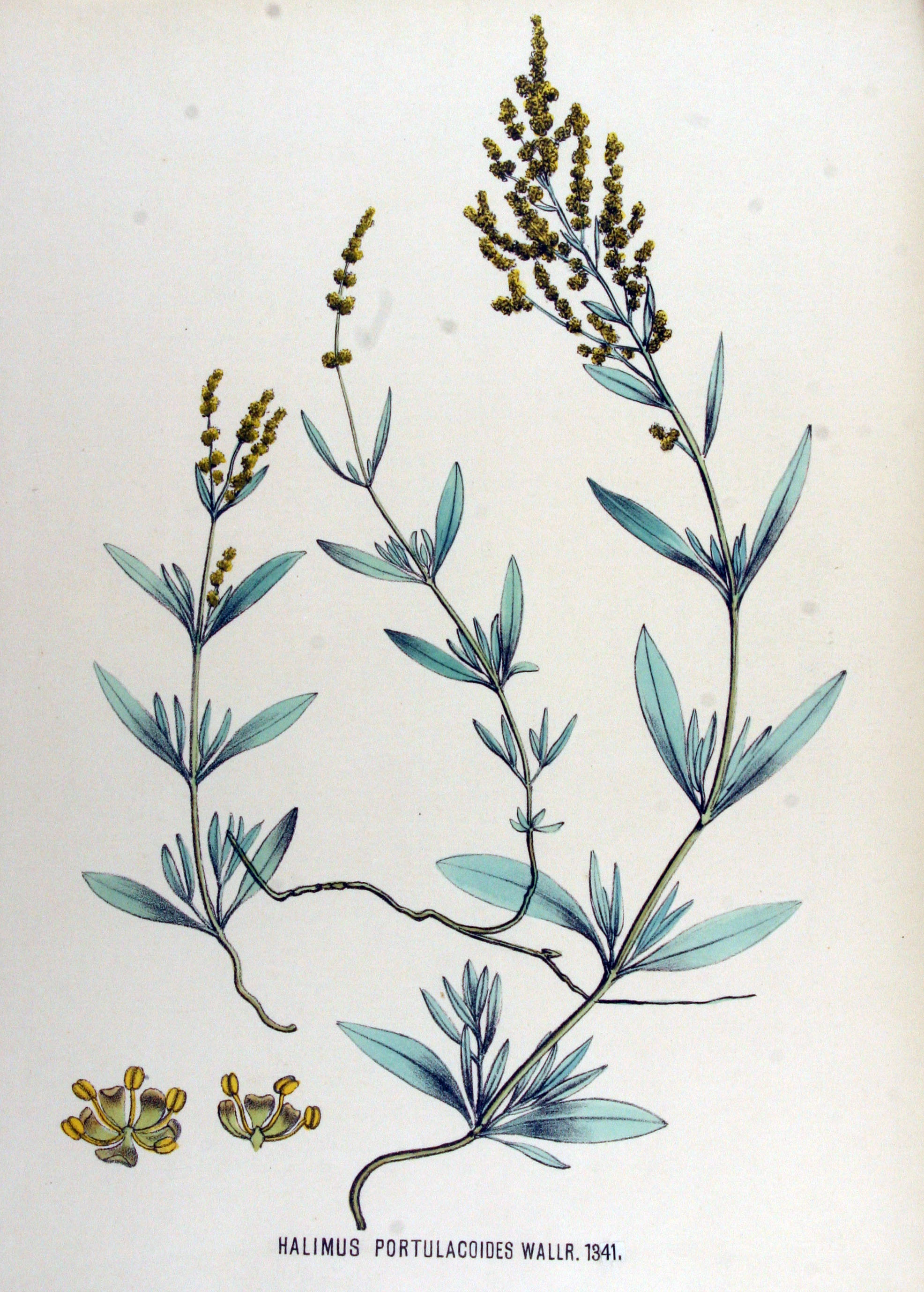